# Oceaniska mästerskapet i fotboll för herrar
Oceaniska mästerskapet i fotboll är en turnering för landslag i fotboll i Oceanien, och den stora fotbollsturneringen organiserad av fotbollskonfederation OFC.
Turneringen spelades för första 1973 i Nya Zeeland, och har spelats under varierad frekvens. Sedan 2004 spelas turneringen vart fjärde år. Det segrande laget får representera OFC vid nästkommande Fifa Confederations Cup.
Australien och Nya Zeeland har vunnit flest turneringar.

## Resultat
| År   | Värdnation         | Final                                                  | Final                                                  | Final                                                  | Match om tredjepris                                    | Match om tredjepris                                    | Match om tredjepris                                    |
| År   | Värdnation         | Vinnare                                                | Resultat                                               | Tvåa                                                   | Trea                                                   | Resultat                                               | Fyra                                                   |
| ---- | ------------------ | ------------------------------------------------------ | ------------------------------------------------------ | ------------------------------------------------------ | ------------------------------------------------------ | ------------------------------------------------------ | ------------------------------------------------------ |
| 1973 | Nya Zeeland        | Nya Zeeland                                            | 2–0                                                    | Tahiti                                                 | Nya Kaledonien                                         | 2–1                                                    | Nya Hebriderna                                         |
| 1980 | Nya Kaledonien     | Australien                                             | 4–2                                                    | Tahiti                                                 | Nya Kaledonien                                         | 2–1                                                    | Fiji                                                   |
| 1996 | Ingen värdnation   | Australien                                             | 11–00                                                  | Tahiti                                                 | Nya Zeeland · Salomonöarna                             | Match om tredjepris spelades ej.                       | Match om tredjepris spelades ej.                       |
| 1998 | Australien         | Nya Zeeland                                            | 1–0                                                    | Australien                                             | Fiji                                                   | 4–2                                                    | Tahiti                                                 |
| 2000 | Franska Polynesien | Australien                                             | 2–0                                                    | Nya Zeeland                                            | Salomonöarna                                           | 2–1                                                    | Vanuatu                                                |
| 2002 | Nya Zeeland        | Nya Zeeland                                            | 1–0                                                    | Australien                                             | Tahiti                                                 | 1–0                                                    | Vanuatu                                                |
| 2004 | Australien         | Australien                                             | 11–10                                                  | Salomonöarna                                           | Nya Zeeland                                            | Gruppspel                                              | Fiji                                                   |
| 2008 | Ingen värdnation   | Nya Zeeland                                            | Gruppspel                                              | Nya Kaledonien                                         | Fiji                                                   | Gruppspel                                              | Vanuatu                                                |
| 2012 | Salomonöarna       | Tahiti                                                 | 1–0                                                    | Nya Kaledonien                                         | Nya Zeeland                                            | 4–3                                                    | Salomonöarna                                           |
| 2016 | Papua Nya Guinea   | Nya Zeeland                                            | 0–0 (4–2 str.)                                         | Papua Nya Guinea                                       | Nya Kaledonien · Salomonöarna                          | Match om tredjepris spelades ej.                       | Match om tredjepris spelades ej.                       |
| 2020 | Nya Zeeland        | Turneringen inställd på grund av coronavirusutbrottet. | Turneringen inställd på grund av coronavirusutbrottet. | Turneringen inställd på grund av coronavirusutbrottet. | Turneringen inställd på grund av coronavirusutbrottet. | Turneringen inställd på grund av coronavirusutbrottet. | Turneringen inställd på grund av coronavirusutbrottet. |
| 2024 | Fiji Vanuatu       | Nya Zeeland                                            | 3–0                                                    | Vanuatu                                                | Tahiti                                                 | 2–1                                                    | Fiji                                                   |
| 2028 |                    |                                                        | –                                                      |                                                        |                                                        | –                                                      |                                                        |

## Mesta Oceaniska mästare
| Lag              | Mästare                                | Tvåa                 | Trea           | Fyra                       |
| ---------------- | -------------------------------------- | -------------------- | -------------- | -------------------------- |
| Nya Zeeland      | 6 (1973, 1998, 2002, 2008, 2016, 2024) | 1 (2000)             | 2 (2004, 2012) |                            |
| Australien       | 4 (1980, 1996, 2000, 2004)             | 2 (1998, 2002)       |                |                            |
| Tahiti           | 1 (2012)                               | 3 (1973, 1980, 1996) | 2 (2002, 2024) | 1 (1998)                   |
| Nya Kaledonien   |                                        | 2 (2008, 2012)       | 2 (1973, 1980) |                            |
| Salomonöarna     |                                        | 1 (2004)             | 1 (2000)       | 1 (2012)                   |
| Papua Nya Guinea |                                        | 1 (2016)             |                |                            |
| Vanuatu          |                                        | 1 (2024)             |                | 4 (1973, 2000, 2002, 2008) |
| Fiji             |                                        |                      | 2 (1998, 2008) | 3 (1980, 2004, 2024)       |

## Anmärkningslista
1. ↑  som Nya Hebriderna